# Sayint (woreda)
Pour l’article homonyme, voir Sayint.
Sayint est l’un des 105 woredas de la région Amhara, en Éthiopie.